# Хейл, Эдвард
Эдвард Эверетт Хейл (англ. Edward Everett Hale; 1822, Бостон — 1909, Роксбери, Массачусетс) — американский пастор, редактор, историк и писатель.

## Биография
Был сыном Натана Хейла (1784—1863) — владельца и редактора бостонского издания Daily Advertiser, племянником Эдварда Эверетта — оратора и государственного деятеля, и внучатым племянником Натана Хейла — погибшего шпиона.
С детства проявлял склонности к литературе и считался одарённым ребёнком. Учился в Бостонской латинской школе и Гарвардском колледже, в 1839 году окончил школу богословия Гарвардского университета, в 1842 году стал членом Бостонской ассоциации священником, позже был пастором унитариатской церкви в Вустере, Массачусетс, в 1846—1856 годах и затем, покинув её, Южной конгрегационалистской церкви в Бостоне в 1856—1899 годах; в 1903 году стал капелланом Сената Соединённых Штатов. Входил в Литературное общество Вашингтона. В 1865 году был избран членом совета Американской академии искусств и наук, в 1904 году стал членом Академии искусств и наук. Умер в Роксбери.
Был известен своими идеями либерального и практического богословия, а также как активист аболиционистского движения в Канзасе, распространения народного образования (в частности, был одним из основателей движения за образование неграмотных взрослых — шатокуа) и работных домов для бедных, также поддерживал иммиграцию в США ирландцев. Активно и часто печатался в различных газетах и журналах, был заместителем редактора в Daily Advertiser и редактором изданий Christian Examiner, Old and New (в основании которого участвовал в 1869 году; в 1875 году издание было слито с Scribner’s Magazine), Lend a Hand (основано им в 1886 году, в 1897 году присоединено к Charities Review) и Lend a Hand Record; за свою жизнь в итоге стал автором или редактором более чем шестидесяти беллетристических произведений, а также описаний путешествий, проповедей, биографических и исторических работ. Современниками оценивался как энергичный и харизматический человек и хороший организатор.
В печати как автор дебютировал в 1859 году, когда его рассказ «My Double and How He Undid Me» был опубликован в издании Atlantic Monthly. В скором времени в этом же издании начали печататься другие его рассказы, самым известным из которых стал «The Man Without a Country» (1863), который получил большую известность на Севере в годы Гражданской войны в США и в котором, как в некоторых других своих «неромантических» рассказах, он использовал приёмы реализма, из-за чего многие читатели посчитали данное художественное произведение рассказом о реальных событиях. Благодаря этим двум рассказам и ещё двум, «The Rag-Man and the Rag-Woman» и «The Skeleton in the Closet», он вскоре занял видное положение среди американских писателей, работавших в жанре рассказа. Рассказ «Ten Times One is Ten» (1870) благодаря его герою Гарри Уодсуорту и его девизу, который писатель первоначально озвучил в 1869 году во время чтения своих лекций в Институте Лоуэлла, «Смотреть вверх, а не вниз, вперёд, а не назад, вне, а не в, и давать руку», привёл к появлению у молодёжи «Клубов Дающих рук», «Легионов поиска» и «Клубов Гарри Уодсуорта». Благодаря романтической вальденсианской истории «In His Name» (1873) тоже появилось несколько организаций, занимающихся религиозной работой, таких как «Дочери Короля» и «Сыновья Короля».
Другие его произведения: «Kansas and Nebraska» (1854); «The Ingham Papers» (1869); «His Level Best, and Other Stories» (1870); «Sybaris and Other Homes» (1871); «Philip Nolan’s Friends» (1876), продолжение «The Man Without a Country», иногда считается его лучшим рассказом; «The Kingdom of God» (1880); «Christmas at Narragansett» (1885); «East and West», рассказ (1892); «For Fifty Years» (поэмы, 1893); «Ralph Waldo Emerson» (1899); «We, the People» (1903); «Prayers Offered in the Senate of the United States» (1904); «Tarry-at-Home Travels» (1906).
Он был редактором «Lingard’s History of England» (1853), сотрудничал с «Winsor’s Memorial History of Boston» (1880—1881) и его дочерним «Narrative and Critical History of America» (1886—1889). Вместе со своим сыном, Эдвардом Хейлом-младшим, он издал «Franklin in France» (2 тома, 1887—1888), роман, основанный в первую очередь на собственных наблюдениях. Наиболее известными книгами, написанными им в поздние годы жизни, были «A New England Boyhood» (1893), «James Russell Lowell and His Friends» (1899), «Memories of a Hundred Years» (1902). Его рассказ «The Brick Moon» считается одним из первых научно-фантастических произведений в американской литературе.